# Hybristofilie
Hybristofilie (někdy syndrom Bonnie a Clyda) je označení pro sexuální deviaci, jejíž podstatou je, že člověka přitahují nebo sexuálně vzrušují zloduchové a zločinci, typicky vrazi, včetně těch vícenásobných nebo sériových. Nejznámějším českým případem je amnestovaný vrah Jiří Kajínek.

## Charakteristika poruchy

### Příčiny
K psychologickému profilu hybristofilických osob může patřit nižší sebevědomí, zneužívání v dětství nebo touha po dobrodružství, tajemství nebo vzrušení, jež přináší tzv. „zakázané ovoce“, tedy vztah s problémovým nebo už odsouzeným partnerem (tato inklinace je však v jisté míře typická i pro dívky v adolescentním věku, a zde není považována za nenormální). Podobné chování může být motivováno rovněž iracionální snahou o nápravu odsouzence, přesvědčením, že podobný typ muže ženu ochrání, touhou po dominantním partnerovi nebo snahou o pozornost po boku mediálně známého zločince.
Možné příčiny vzniku poruchy souvisejí s evolučním vývojem a kromě touhy po silném a agresivnějším partnerovi, tzv. alfa samci se jedná o touhu po získání partnera se silným sociálním statusem, který byl z pohledu těchto žen dosažen právě mediální známostí známého zločince.

### Důsledky
Pro samotné vězně může zájem postižených osob znamenat přísun materiálních statků (peníze, cigarety) nebo psychologickou podporu. Deviantní chování může nabývat různých podob, od typického psaní dopisů, přes snahu o osobní návštěvy ve věznici až po uzavření sňatku s uvězněným zločincem. Extrémní variantou je přizpůsobení chování osoby svému  protějšku za účelem získání, resp. udržení jeho přízně.
K známým objektům hromadného zájmu žen patřili nebo patří francouzský sériový vrah Henri Landru, vůdce sekty „The Family“ Charles Manson, norský masový vrah Anders Behring Breivik, američtí vrazi Ted Bundy, Richard Ramirez, Scott Peterson a recidivista a pozdější model Jeremy Meeks, rakouský věznitel své dcery Josef Fritzl a dřívější důležití příslušníci slovenského podsvětí Mikuláš Černák a Karol Mello. Nejznámějším českým objektem zájmu této skupiny žen je amnestovaný vícenásobný vrah Jiří Kajínek.